# Christian Poché
Christian Poché (né le 26 juillet 1938 à Alep en Syrie et mort le 3 décembre 2010 à Paris,) est un compositeur, critique musical, musicologue et ethnomusicologue français.

## Biographie
Ancien membre de l’Institut des musiques traditionnelles de Berlin et de l’Institut du monde arabe de Paris, il est auteur d'articles dans la plupart des encyclopédies musicales. Il fait également partie du comité des collections discographiques Ocora et Unesco.
Producteur à Radio France, il a notamment proposé — de septembre 2004 à juin 2008 — une émission hebdomadaire (mensuelle à partir de septembre 2006) consacrée aux musiques du monde et diffusée sur Hector, puis France Vivace : Sanza, rebaptisée par la suite Zambra.
Il meurt à 72 ans, le 3 décembre 2010, à Paris.

## Ouvrages
- Dictionnaire des musiques et des danses traditionnelles de la Méditerranée, Paris, Fayard, 2005, 409 p.  (ISBN 2-213-62096-2)
- Musiques du monde arabe. Écoute et découverte, Paris, Institut du monde arabe, 1996, 67 p. et 1 CD audio  (ISBN 2-906062-66-9)
- Les danses dans le monde arabe ou l'héritage des almées, sous la direction de Djamila Henni-Chebra et Christian Poché,  Paris, Montréal, l'Harmattan, Collection « Musique et musicologie », 1996, 169 p.  (ISBN 2-7384-4350-8)
- Musique arabo-andalouse, Paris, Cité de la Musique, Arles, Actes Sud, 1995, 155 p. et 1 CD audio  (ISBN 2742735046)

### Traduction
- Amnon Shiloah, La musique dans le monde de l'islam, traduit de l'anglais par Christian Poché, Paris, Fayard, collection Les chemins de la musique), 2002, 405 p.  (ISBN 2-213-61201-3)